# Carl Lampert

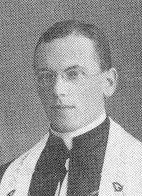
Carl Lampert als Neupriester, 1918

Carl Lampert (* 9. Jänner 1894 in Göfis; † 13. November 1944 im Zuchthaus „Roter Ochse“ in Halle (Saale)) war ein katholischer Priester, der von den Nationalsozialisten hingerichtet wurde. Er war Provikar des Tiroler Teils der Apostolischen Administratur Innsbruck-Feldkirch. Am 13. November 2011 wurde er in der Stadtpfarrkirche St. Martin in Dornbirn von Kardinal Angelo Amato seliggesprochen.

## Leben

### Kindheit und Jugend
Carl Lampert wurde am 9. Jänner 1894 als jüngstes von sieben Kindern des Bauern Franz Xaver Lampert und dessen Frau Maria Rosina Lampert geboren. Er war Schüler der Volksschule in Göfis und des staatlichen Gymnasiums in Feldkirch. Obwohl sein Vater früh starb, konnte Lampert dank der Förderung eines Onkels die Schule weiter besuchen. Nach der im Jahr 1914 abgelegten Matura trat Lampert im Herbst desselben Jahres in das Fürsterzbischöfliche Priesterseminar in Brixen ein, wo er am 12. Mai 1918 von Bischof Franz Egger zum Priester geweiht wurde. Am 26. Mai 1918 feierte er seine Primiz.
Er war Mitglied der Feriensippe Raetia Rankweil.

### Werdegang
Carl Lampert begann sein Wirken als Kaplan in Dornbirn, wo er sich vor allem um die Jugendarbeit bemühte. Im Jahr 1930 zog er mit der finanziellen Unterstützung von Bischof Sigismund Waitz nach Rom, um dort das Studium des Kirchenrechts aufzunehmen. Er bezog sein Quartier im Collegio Teutonico di Santa Maria dell’Anima, wo er bis 1935 lebte und als Sekretär an der Römischen Rota arbeitete. Im Jahr 1935 wurde er in den Rang eines Advokaten erhoben und zum Monsignore ernannt.
Am 1. Oktober 1935 trat Lampert seine Stelle in der Apostolischen Administratur Innsbruck-Feldkirch an. Hier sollte er auf Geheiß von Weihbischof Waitz den Aufbau des kirchlichen Gerichts überwachen, eine eher administrative Aufgabe. Auch war er Geistlicher im Innsbrucker Priesterseminar sowie ab 1936 Präsident des katholischen Verlagshauses Tyrolia. Mitte der 1930er Jahre war Lampert kurzzeitig als möglicher Nachfolger von Waitz im Gespräch, doch Papst Pius XI. entschied anders und ernannte am 15. Oktober 1938 den jüngeren Geistlichen Paulus Rusch zum Apostolischen Administrator. Lampert wurde am 15. Jänner 1939 zum Provikar ernannt und somit zu Ruschs Stellvertreter.

### Im Nationalsozialismus
Gauleiter Franz Hofer verfolgte in Tirol-Vorarlberg eine rigorose Politik gegen die Kirchen. Dagegen trat Lampert wiederholt öffentlich ein. Der Führerbefehl, wonach Bischöfe von der NS-Gerichtsbarkeit nicht zu belangen seien, schützte Lampert, den Stellvertreter des Bischofs, nicht.
Hofer ließ Klöster schließen und Ordensleute verhaften, darunter im November 1938 das Canisianum und in den ersten Märztagen des Jahres 1940 auch das Kloster der Ewigen Anbetung in Innsbruck. Da die Nonnen sich den Anordnungen widersetzten, machte Hofer Provikar Lampert dafür verantwortlich und ließ ihn am 4. März 1940 festnehmen. Nach zehn Tagen Haft im Polizeigefängnis Innsbruck-Adamgasse wurde Lampert am 14. März 1940 wieder auf freien Fuß gesetzt.
Ein Bericht in Radio Vatikan, der am 23. März 1940 in deutscher Sprache gesendet wurde, in dem die Situation der Kirche und die Repressalien des NS-Regimes gegenüber den Geistlichen in der Diözese Innsbruck zur Sprache kamen, brachte Provikar Lampert erneut ins Gefängnis. Die Gauverwaltung vermutete in Lampert einen Spitzel für die Vatikanstadt. Allerdings kam er erneut nach relativ kurzer Zeit wieder frei.
Beim nächsten Mal hatte Lampert jedoch weniger Glück. 1939 war der Pfarrer von Götzens, Otto Neururer, ins KZ Dachau deportiert worden. Lampert hatte vergeblich versucht, Neururer freizubekommen, zumal sein Kollege gesundheitlich angeschlagen war. Am 30. Mai 1940 wurde Neururer im KZ Buchenwald ermordet. Das Regime sandte Neururers Asche nach Götzens mit dem Ziel, diese anonym zu bestatten. Als Lampert jedoch eine Todesanzeige in einer Kirchenzeitung veröffentlichen ließ, in der auch Neururers Todesort angeführt wurde, ließ man ihn am 5. Juli 1940 wegen Verstoßes gegen die NS-Geheimhaltungsvorschriften erneut verhaften.
Carl Lampert wurde am 25. August 1940 nun auch nach Dachau deportiert. Am 1. September 1940 folgte der Transport ins KZ Sachsenhausen bei Berlin. Hier wurde er der Strafkompanie zugeteilt, einem Trupp, in dem er harte körperliche Arbeit verrichten musste. Dennoch hielt er an seinem Glauben fest, wie ein Treffen Lamperts mit dem ebenfalls in Sachsenhausen inhaftierten Innsbrucker Caritasdirektor Josef Steinkelderer beweist. Dieser flüsterte Lampert zu: Martyres sumus (Märtyrer sind wir), worauf Lampert antwortete: In Christi nomine pro ecclesia (Im Namen Christi für die Kirche).
Nach drei Monaten in Sachsenhausen wurde Lampert am 15. Dezember 1940 zurück nach Dachau deportiert, wo er noch weitere acht Monate inhaftiert blieb. Am 1. August 1941 wurde er zwar freigelassen, wurde jedoch mit einem Betretungsverbot des Reichsgaus Tirol-Vorarlberg belegt.
Lampert zog daraufhin am 16. August 1941 nach Stettin, wo er im Carolusstift erneut als Seelsorger wirkte. Auch arbeitete er als Geistlicher in einem Lazarett, in Swinemünde und in Parchim.
Was Lampert jedoch nicht wusste, war, dass die Gestapo einen Spitzel auf ihn angesetzt hatte. „Ingenieur Georg Hagen“ gab sich als nazifeindlicher und tiefreligiöser Mensch auf der Suche nach Spiritualität aus. In Bibelstunden und Diskussionsrunden erschlich er sich das Vertrauen von Lampert. In Wahrheit handelte es sich jedoch bei „Hagen“ um Franz Pissaritsch, einen Anwärter um die Aufnahme in die Waffen-SS. Pissaritsch versuchte Lampert zu Aussagen gegen das NS-Regime zu bewegen, worauf Lampert jedoch kaum einging. Als er nach einigen Monaten Spionagetätigkeit noch keine konkreten Beweise sammeln konnte, konstruierte Pissaritsch ein Komplott, wonach Carl Lampert Feindsender abgehört hätte und durch Aussagen die Wehrkraft zersetzt hätte.
Dieses Protokoll war die Grundlage zu einer Verhaftungswelle („Fall Stettin“), bei der am 4. Februar 1943 etwa 40 Geistliche und Ordensschwestern verhaftet wurden, darunter auch Carl Lampert. In den kommenden Monaten wurde Lampert intensiven Verhören und Folterungen unterworfen. Zwei Auszüge aus den Protokollen zeugen von Lamperts Standhaftigkeit.
Vorsitzender Trettin:
„Herr Lampert, sind Sie doch vernünftig, verlassen Sie die Kirche und das Priestertum. Das ist doch alles nur Hokuspokus. Zeugen Sie Kinder für den Führer Adolf Hitler. Ich werde Ihnen einen guten Posten verschaffen!“
Lampert:
„Herr Kommissar, ich liebe meine Kirche. Ich bleibe meiner Kirche treu und auch dem Priesteramt: Ich stehe für Christus und liebe seine Kirche!“
Frage:
„Was schätzen Sie höher: das Evangelium oder Hitlers ,Mein Kampf‘?“
Lampert:
„Das Evangelium ist Gottes Wort und verkündet die Liebe. Das Buch des Herrn Hitler ist das Werk eines Menschen und predigt den Hass!“
Der Prozess gegen Lampert und zwei weitere Priester, Pater Friedrich Lorenz und Kaplan Herbert Simoleit, wurde im Dezember 1943 vor dem Reichskriegsgericht in Halle (Saale) eröffnet. Selbst vor Gericht erschien SS-Mann Pissaritsch unter seinem falschen Namen Ingenieur Hagen, um durch seine Aussagen die Anklage zu bekräftigen.
Lampert wurde am 20. Dezember 1943 erstmals für schuldig befunden. Wegen gerichtsinterner Streitigkeiten – es gab Richter, die sich für die Todesstrafe aussprachen, andere plädierten wegen Lamperts Glauben für eine lange Haftstrafe – wurde das Todesurteil nicht unterzeichnet. Am 14. Jänner 1944 wurde der Prozess an das Reichskriegsgericht in Torgau delegiert, wohin Lampert deportiert wurde. Sieben Monate verbrachte er nahezu in Isolationshaft. Das in Halle gefällte Urteil wurde am 27. Juli 1944 in allen Punkten bestätigt. In der Nacht, bevor Generalstabsrichter Werner Lueben das Urteil hätte unterzeichnen müssen, beging dieser am Morgen des 28. Juli 1944 Suizid. Eine seiner letzten Aussagen war:
Lueben:
„Es handelt sich in diesem Fall weder um ‚Verbrecher‘ noch um ‚asoziale Elemente‘. Ihre einzige Tragik ist es, dass sie katholischer Priester sind!“
Zum Herz-Jesu-Fest 1944 sind folgende Worte von Carl Lampert überliefert: „Dass Menschen wieder Menschen werden und Christus wieder Herr und König sei!“
Mit neuen Richtern versehen kam es zu einem dritten Prozess gegen Lampert, bei dem er am 8. September 1944 mit Pater Friedrich Lorenz und Kaplan Herbert Simoleit erneut zum Tod verurteilt wurde.
Am 13. November 1944 wurden Lampert und die mit ihm Verurteilten ins Zuchthaus Roter Ochse nach Halle gebracht. Hier wurde er um 16 Uhr durch das Fallbeil hingerichtet.
Die Urne mit seiner Asche wurde zunächst in Halle beigesetzt und erst nach dem Krieg, 1948, in seine Vorarlberger Heimatgemeinde Göfis überstellt.
Der Denunziant Franz Pissaritsch (1916–2005) wurde für seine Taten von der Justiz nie zur Rechenschaft gezogen.

## Wirkung und Seligsprechungsprozess
Das Katholische Bildungswerk Vorarlberg organisiert seit 2005 im ORF-Vorarlberg-Landesfunkhaus in Dornbirn die Provikar-Lampert-Akademie.
Im Jahr 1997 leitete die Diözese Feldkirch ein Seligsprechungsverfahren für Provikar Lampert ein. Am 21. Juni 2011 empfahl die Kongregation für die Selig- und Heiligsprechungsprozesse dem Papst, Carl Lampert seligzusprechen. Papst Benedikt XVI. folgte dieser Empfehlung und unterschrieb am 27. Juni 2011 das Dekret, mit dem das Martyrium Lamperts anerkannt und die Seligsprechung genehmigt wurde. Die offizielle „Erhebung des Seligen zur Ehre der Altäre“ fand am 13. November 2011 in der Stadtpfarrkirche St. Martin in Dornbirn im Rahmen einer feierlichen heiligen Messe statt. In der Dornbirner Pfarrgemeinde St. Martin hatte Lampert in jungen Jahren seine Priestertätigkeit als Kaplan begonnen. Am 11. November 2012 wurde die Seitenkapelle der Pfarrkirche St. Martin nach Lampert benannt. In derselben Feier wurde der von Hubert Matt gestaltete Carl-Lampert-Denkort Layer übergeben.

## Gedenken
- An sein Schicksal erinnern Gedenktafeln in der Sankt-Hedwigs-Kathedrale in Berlin-Mitte.
- Denkmal auf dem Südfriedhof in Halle (Saale) und bei der Heilig-Kreuz-Kirche in Halle[7]
- Er ist Namenspatron des Gemeindeverbundes Katholische Pfarrei Carl Lampert in Halle.[8]
- Er ist Patron der katholischen Studentenverbindung K.D.St.V. Rheno-Saxonia (Köthen) zu Halle im CV.
- Ein Stolperstein in Göfis erinnert ebenfalls an sein Schicksal.
- In Innsbruck wurde 2024 anlässlich des 80. Jahrestages der Hinrichtung der Vorplatz der Landschaftlichen Pfarrkirche Mariahilf als „Dr.-Carl-Lampert-Platz“  benannt.[9][10]

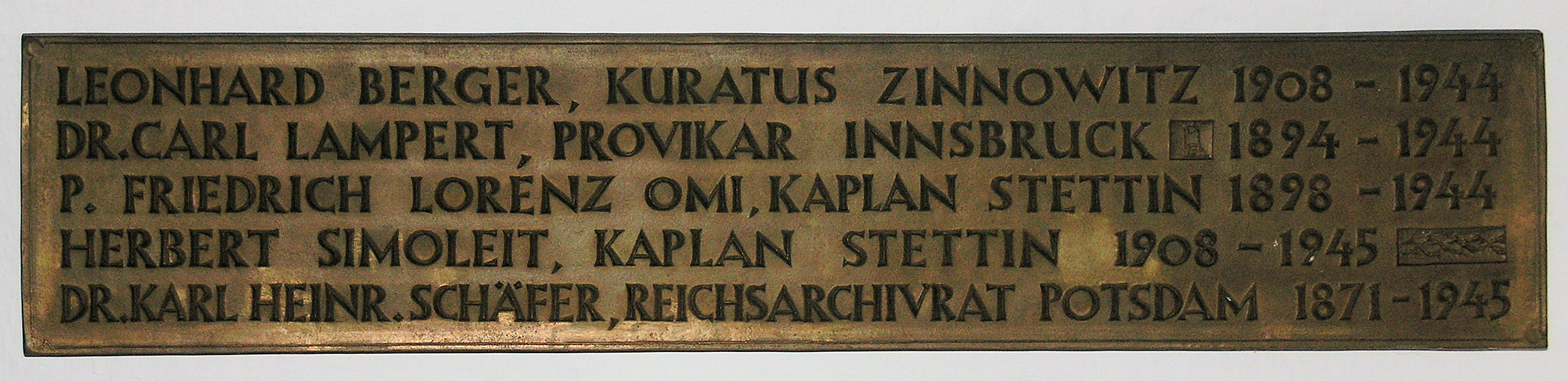
Gedenktafel der Märtyrer der NS-Zeit in der Krypta der Sankt-Hedwigs-Kathedrale in Berlin-Mitte
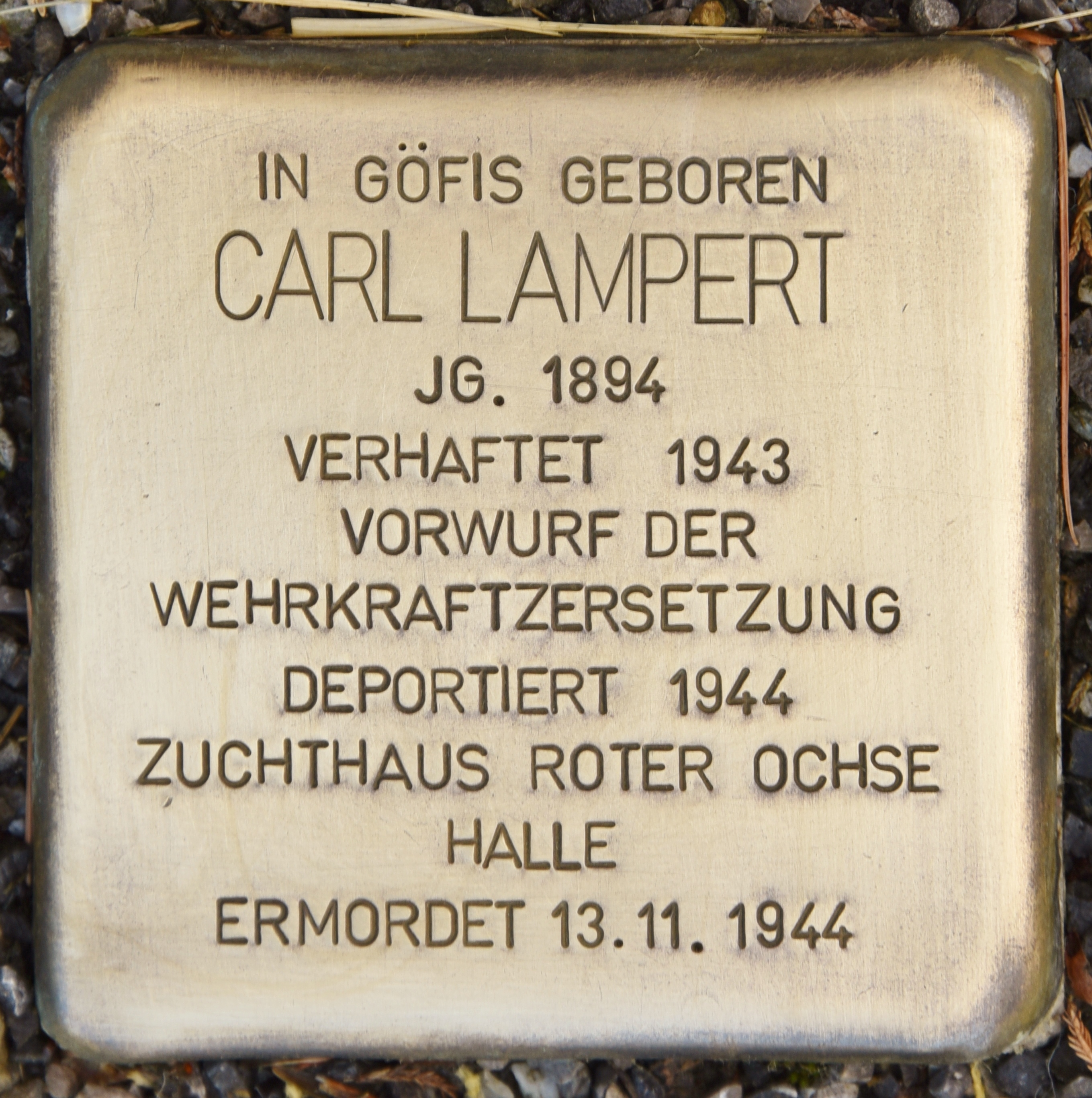
Stolperstein in Göfis
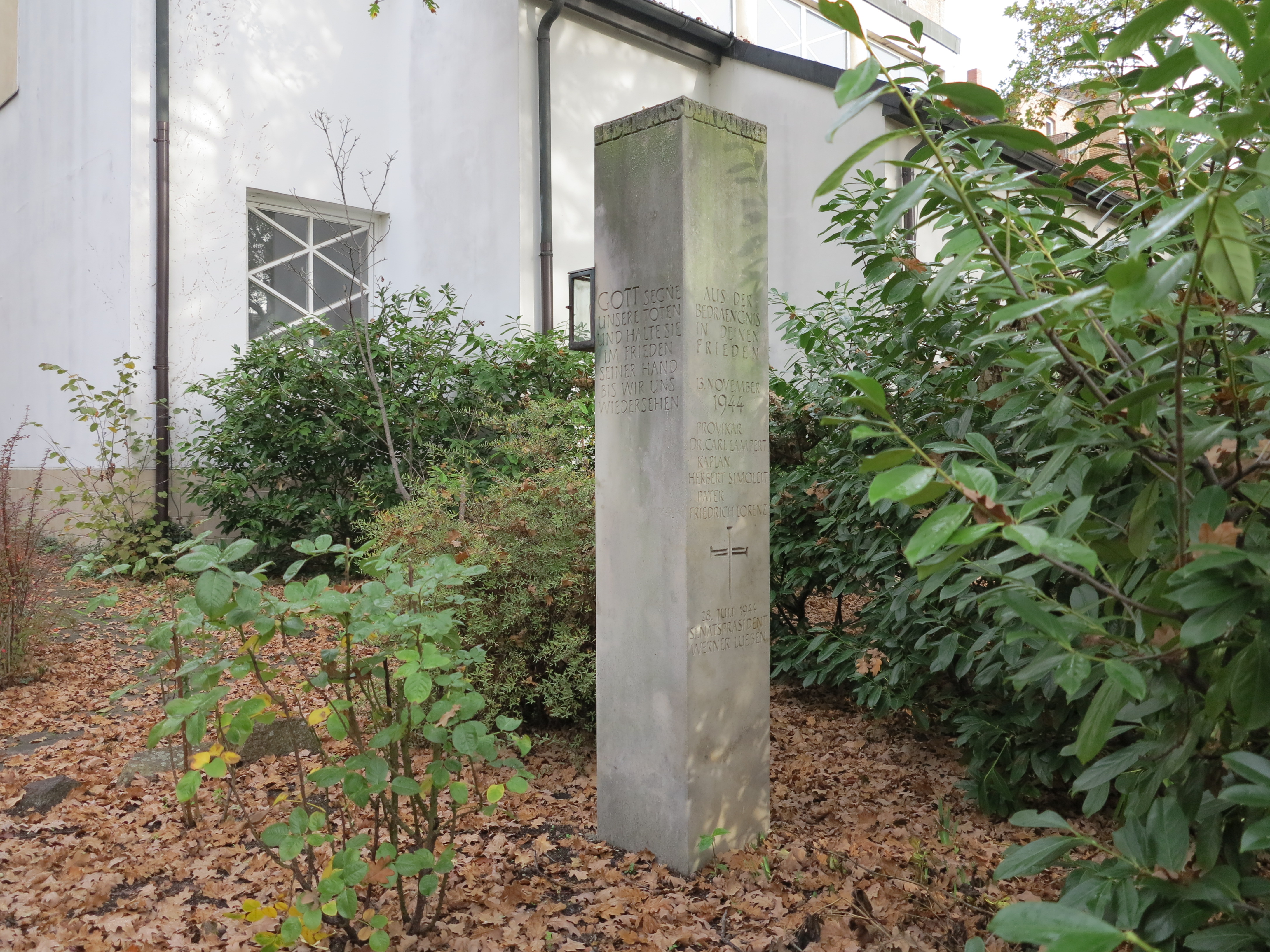
Gedenkstein für Carl Lampert

## Film
- Bettina Schimak: Zeuge in einer dunklen Zeit. Carl Lampert. Dokumentation, 19 Minuten, ORF 2001.